# Anomala imperialis
Anomala imperialis är en skalbaggsart som beskrevs av Gilbert John Arrow 1899. Anomala imperialis ingår i släktet Anomala och familjen Rutelidae. Inga underarter finns listade i Catalogue of Life.